# Néville-sur-Mer

Néville-sur-Mer este o comună în departamentul Manche, Franța. În 1 ianuarie 2018 avea o populație de 194 de locuitori.